# Зинино (Башкортостан)
Зи́нино (баш. Зинин) — посёлок в составе городского округа города Уфа, находящийся в Нагаевском сельсовете, подчинённом Октябрьскому району.

## История
В 1992 году четыре населённых пункта Нагаевского сельсовета Нагаево, Жилино, Зинино и Кордон вошли в подчинение Уфимского горсовета. С открытием в 2008 году нового моста через реку Белую началось их стремительное развитие. Сегодня территория активно застраивается.

## Население
| 2010 |
| ---- |
| 369  |

По состоянию на 2002 г., в деревне было постоянных жителей 301, из них 76 % русские.

## Улицы
- Парадная ул.;
- Запрудная ул.;
- ул. Милиции;
- Нагорная ул.;
- Нижняя ул.;
- Прилукская ул.;
- Садовая ул.;
- Строительная ул.;
- ул. Томарова;
- ул. Отважных;[4]
- ул. Новоуральская;
- пер. Земледельческий;
- Рами Гарипова